# Der Unbestechliche – Mörderisches Marseille
Der Unbestechliche – Mörderisches Marseille (Originaltitel: La French) ist ein französischer Thriller von Cédric Jimenez aus dem Jahr 2014. Der Film spielt vor dem Hintergrund der Drogenszene Marseilles in den 1970er Jahren. 

## Handlung
Der junge engagierte Richter Pierre Michel wird 1975 von Metz nach Marseille versetzt. Eine seiner wichtigsten Aufgaben ist es, dem Spielkasino- und Drogenring um den gebürtigen Neapolitaner Gaëtan „Tany“ Zampa das Handwerk zu legen, der bereits die gesamte Stadt kontrolliert. Zampa wird als der Chef der „French Connection“ einer seiner härtesten Gegenspieler und würde seinen Kontrahenten am liebsten auf schnellstem Wege loswerden. 
Der furchtlose und beharrliche Michel ist entschlossen, das Kartell zu zerschlagen, und greift selbst zu Mitteln, die vom Rechtsstaat nicht mehr gedeckt sind. Unterstützt von einer Eliteeinheit der Polizei exekutiert er bei Drogenrazzien Mitglieder der Bande förmlich und leitet verheerende Festnahme-Aktionen ein. Bei zermürbenden Befragungen versucht er, auch von Drogenabhängigen und kleinen Dealern Informationen zu gewinnen. Dabei stellt er fest, dass innerhalb der Polizei eine Gruppe („die Korsen“) mit den Drogenhändlern zusammenarbeitet und damit jede Strafverfolgung vereitelt. Durch den Druck auf die Drogenhändler bricht ein Machtkampf aus, bei dem auch Getreue Zampas getötet werden. Der taucht daraufhin ab.
Die Korsen beschließen, Michel zu töten und Zampa dies in die Schuhe zu schieben. Als Michel mit seinem Motorrad an einer roten Ampel hält, wird er von einem anderen Motorrad aus erschossen. Wie geplant verhaftet die Polizei Zampa in seinem Schlupfwinkel. Dies wird als großer Erfolg im Kampf gegen den Drogenhandel dargestellt. Bei einem Fernsehtermin stehen zwei Größen der Korsen-Fraktion innerhalb der Polizei direkt neben dem französischen Innenminister.

## Hintergrund
Bereits 1972 gewann William Friedkins düsterer Cop-Thriller The French Connection mit Gene Hackman und Fernando Rey fünf Oscars. Der Deutsche Titel lautete Brennpunkt Brooklyn. Die Handlung dieses Klassikers war von den realen Vorkommnissen um den gleichnamigen Drogenschmuggelring inspiriert, der lange für den Transport des größten Teils des in den USA konsumierten Heroins von Marseille nach New York verantwortlich war.
Im Jahr 1975 drehte John Frankenheimer die direkte Fortsetzung French Connection II ebenfalls mit Gene Hackman als Jimmy „Popeye“ Doyle, der den im ersten Teil entkommenen Drogenboss Alain Charnier, gespielt wieder von Fernando Rey, in Marseille aufspüren will. Im Gegensatz zum ersten Teil ist die Fortsetzung rein fiktiv.
Der Regisseur Cédric Jimenez ist selbst in Marseille aufgewachsen. Der Film beleuchtet die französische Seite der Ereignisse aus Brennpunkt Brooklyn aus dem Jahr 1971. Auch in jüngerer Zeit ist Marseille immer wieder Schauplatz von brutalen Bandenkriegen; 2006 wurde der Gangsterboss Farid Berrhama (Spitzname: „Der Röster“) erschossen.

## Produktion
Die Produktion des Films kostete kolportierte 26 Millionen Euro. Für die Aufnahmen wurden Schauplätze von Bandenauseinandersetzungen in Marseille unter anderem im Hafen gewählt.

## Kritiken
Gregor Tourinus schrieb auf dem Portal Filmstarts: „Der Unbestechliche ist ein spannender Crime-Thriller in der Tradition europäischer Genrevorbilder aus den 1970er Jahren.“ Das Portal femundo bezeichnete den Film als spannende und emotionsgeladene Charakterstudie und lobte dessen authentische Ausstattung, die das „70er Jahre-Flair […] des Films cool und authentisch in Szene“ setze.
Der Filmdienst schrieb: „Der nach authentischen Begebenheiten inszenierte Film zeichnet mit fieberhaften Handkamera-Bildern die Abwärtsspirale der beiden Protagonisten nach. Ein außergewöhnlicher Thriller in hell-verblichenen Farben.“

## Verleih
In Frankreich, Belgien, Luxemburg, Schweiz, Italien, Portugal und Kanada kam der Film in die Kinos. In Deutschland fand sich kein Verleih, der die deutsche Version ins Programm nehmen wollte. Die DVD Ausgabe ist bei Koch Media erschienen.